# Estranea
Estranea (The Safekeep) è il romanzo d'esordio della scrittrice olandese Yael van der Wouden, edito da Simon & Schuster nel 2024.
Il romanzo è stato accolto positivamente dalla critica, ha vinto il Women's Prize for Fiction ed è stato tradotto in oltre una dozzina di lingue. Inoltre, è stato candidato al Booker Prize, al Premio Dylan Thomas, al Walter Scott Prize e al Premio Jewish Quarterly-Wingate.

## Trama
Overijssel, 1961. Dopo la morte della madre, Isabel è rimasta sola nella casa acquistata dallo zio Karel durante la seconda guerra mondiale, dato che i fratelli Hendrick e Louis si sono trasferiti altrove. Isa conduce un'esistenza monotona e isolata nella casa, controllando ossessivamente la domestica Neelke e vivendo nel timore che anche uno solo degli oggetti della madre venga rubato. La sua vita cambia quando il fratello Louis (a cui la casa è stata destinata da Karel) le impone di ospitare Eva, l'ultima di una lunga sfilza di fidanzate, mentre lui si troverà all'estero per lavoro. Isa accetta malvolentieri e la convivenza si rivela da subito difficile, soprattutto a casa del comportamento ossessivo della padrona di casa, la sua dipendenza dalla routine e il suo malcelato disprezzo per l'ospite.
Con il passare del tempo, Isa comincia a superare il turbamento per quella che riteneva un'invasione della sua privacy e della sua indipendenza, superando anche i sospetti che Eva la stia derubando. Si rende anche conto di provare attrazione per Eva, finendo per passare la notte con lei dopo una gita con il fratello Hendrick e il suo fidanzato Sebastian. Tuttavia, l'inaspettata felicità di Isa si interrompe bruscamente quando scopre il diario dell'amante: leggendolo, scopre che la donna aveva studiato un piano per conoscere Louis, farsi ospitare da Eva e riprendersi il contenuto della casa.
Umiliata e tradita, Isabel caccia Eva di casa, per poi scoprire che in realtà la giovane era cresciuta propria in quell'abitazione: Eva è ebrea e, in quanto tale, era stata sfrattata insieme alla famiglia durante l'occupazione nazista dell'Olanda. Rendendosi conto degli orrori del passato, Isabel chiede perdono ad Eva e le chiede di tornare alla casa e di viverci insieme a lei.

## Edizioni
- Estranea, traduzione di Roberta Scarabelli, Garzanti, 2025, ISBN 978-8811012320.